# El Médano (San Juan)
El Médano es una localidad del Departamento Jáchal, Provincia de San Juan, Argentina.

## Población
Cuenta con 118 habitantes (Indec, 2001), lo que representa un leve incremento del 1,7 % frente a los 116 habitantes (Indec, 1991) del censo anterior.
- Datos: Q5822590